# Chiolite
La chiolite è un minerale, chimicamente un fluoruro doppio di sodio e alluminio.
Il nome del minerale deriva dal greco e significa pietra di ghiaccio.
Molto rara in cristalli, si rinviene in masse spatiche o granulari analogamente alla Criolite.

## Abito cristallino
Piramidale, comunque i cristalli distinti sono rarissimi.

## Origine e giacitura
Nei giacimenti di criolite associata a criolite e ad altri minerali simili.

## Forma in cui si presenta in natura
In masse biancastre compatte simili al ghiaccio.

## Località di rinvenimento
Fu scoperta per la prima volta a Miass nei Monti Urali (ex-Unione Sovietica), in Groenlandia risulta molto abbondante.